# Tulisa Contostavlos
Tulisa Paulinea Contostavlos (Camden Town, 13 de julho de 1988) é uma cantora, compositora e atriz britânica.  

## Biografia
Contostavlos nasceu em Camden Town, norte de Londres. Filha de mãe irlandesa chamada Anne Byrne, e de um pai anglo-grego, chamado Steve Contostavlos.
Quando Tulisa tinha cinco anos, sua mãe que tem transtorno bipolar e transtorno esquizoafetivo, foi selecionada pela lei Mental Health Act do Reino Unido. O pai de Contostavlos deixou a casa da família quando Tulisa tinha 14 anos de idade. Ela disse que foi criada em uma casa de 3 quartos e experimentou muita coisa na sua adolescente: violência, depressão, drogas, álcool, anorexia nervosa, problemas de saúde mental, dificuldades financeiras e bullying.
Tulisa revelou que por duas vezes tentou se matar na adolescência.  e também tentou se automutilar para tentar ajudá-la a lidar com tudo o que ela estava passando. Com o apoio de seu tio, ex-gerente do grupo N-Dubz, Byron Contostavlos, aos 14 anos ela se matriculou na Escola Secundária Haverstock e mais tarde foi para a escola Quintin Kynaston em St John Wood.

## Carreira

### 2000–2011: Carreira no N-Dubz

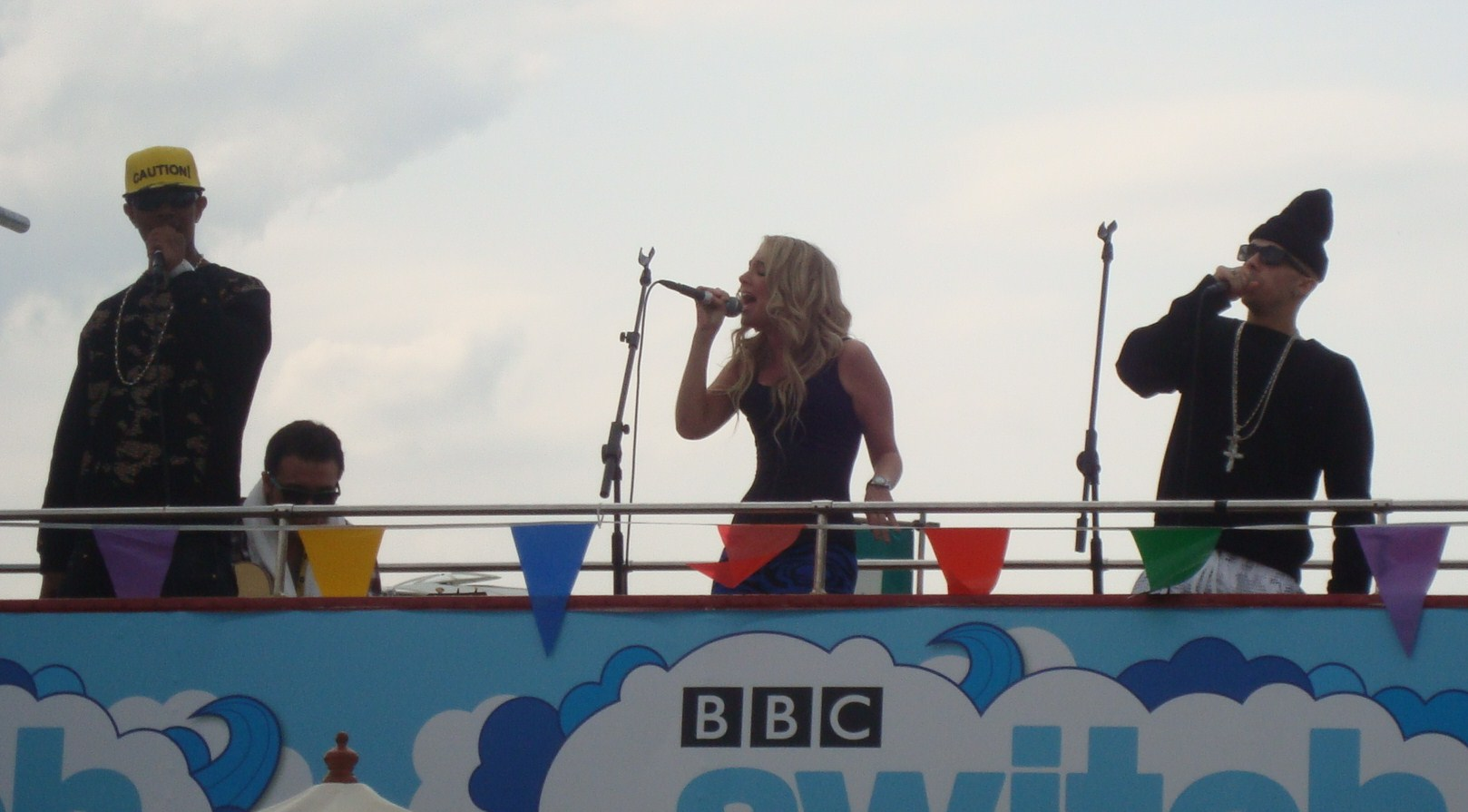
Tulisa se apresentando com N-Dubz

Dappy e Fazer já cantavam juntos e decidiram que queriam uma voz feminina no grupo, o grupo que anteriormente se chamava Lickle Rinsers Crew, convidaram Contostavlos para fazer parte.Para o primeiro álbum de N-Dubz, ela fez uma música solo chamado "Comfortable". Performando como Lickle Rinsers Crew, eles lançaram os singles "Bad Man Riddim" e "Life Is Getting Sicker by the Day", que se tornou sucesso nas estações de rádio inglesas. Após se chamar Lickle Rinsers Crew, eles se tornaram NW1, e gravaram seu primeiro vídeo musical em 2005 para a faixa "Everyday Of My Life", que recebeu airplay no Canal U e gravaram mais demos como NW1 como "Don't Feel Like Moving", "Girl On Road" e "Livin Broke".
O primeiro single a ser lançado foi “You Better Not Waste My Time", que estava disponível para download apenas em 2006. Foi em 2007 com "Feva Las Vegas" que o grupo apareceu nas paradas do Reino Unido, chegando ao número #57.
Em maio de 2008, a canção "Ouch" se tornou um vídeo musical e atraiu mais de 4 milhões de espectadores no site de rede YouTube em pouco mais de um mês após o lançamento. Em 6 de Agosto de 2008, foi anunciado que o grupo tinha deixado a Polydor Records e assinou a All Around the World records.
O primeiro single do segundo álbum do grupo intitulado "I Need You", foi lançado em 09 de novembro de 2009 e alcançou o número #5 no UK Album Chart. O álbum Against All Odds, foi lançado em 16 de novembro de 2009, e ficou em 6º no UK Album Chart. O álbum ganhou disco de platina, aproximadamente dois meses do seu lançamento. O segundo single, "Playing with Fire" conta com a colaboração do músico  R&B/pop, Sr. Hudson. A canção chegou a  posição #15 nas paradas do Reino Unido.
No final de 2009, N-Dubz anunciou que faria uma turnê do seu álbum “Against All Odds” no começo da primavera de 2010, tornando-se sua terceira turnê em dois anos, começando em 31 de março e terminando em 20 de abril. A turnê incluiu 17 shows com a abertura de Skepta, Talay Riley e Ultra.
Em 01 de abril de 2010, eles lançaram seu primeiro livro, N-Dubz - Against All Odds: From Street Life to Life Chart!".

Depois de muita especulação, foi confirmado que a gravadora dos EUA, Def Jam, tinha assinado com o grupo. O primeiro lançamento foi o álbum Love.Live.Life, sendo o terceiro álbum de estúdio do N-Dubz. Em 2011 o grupo anunciou a sua pausa. O membro do grupo Dappy foi destaque no primeiro single de Tinchy Stryder em 2009 intitulado "Number 1", o vídeo também contou com aparições de todos os membros do N-Dubz. Devido ao sucesso do seu álbum de estréia, o grupo embarcou em sua primeira turnê headliner, a turnê do Uncle B. A turnê foi originalmente planejada para 16 datas, mas devido à alta demanda, cinco datas extras foram adicionadas. A turnê foi apoiada por Stevie Hoang e Tinchy Stryder, com quem N-Dubz colaborou em seu primeiro single, "Number 1". Durante uma apresentação, Tulisa desmaiou no palco. Múltiplas fontes de notícias informaram que foi devido a suspeita de gripe suína. A música "Wouldn't You" foi anunciada como o sétimo e último single a ser lançado pelo álbum de estréia do Uncle B. A música foi lançada digitalmente em 25 de maio de 2009 e chegou ao número 64 no Reino Unido.

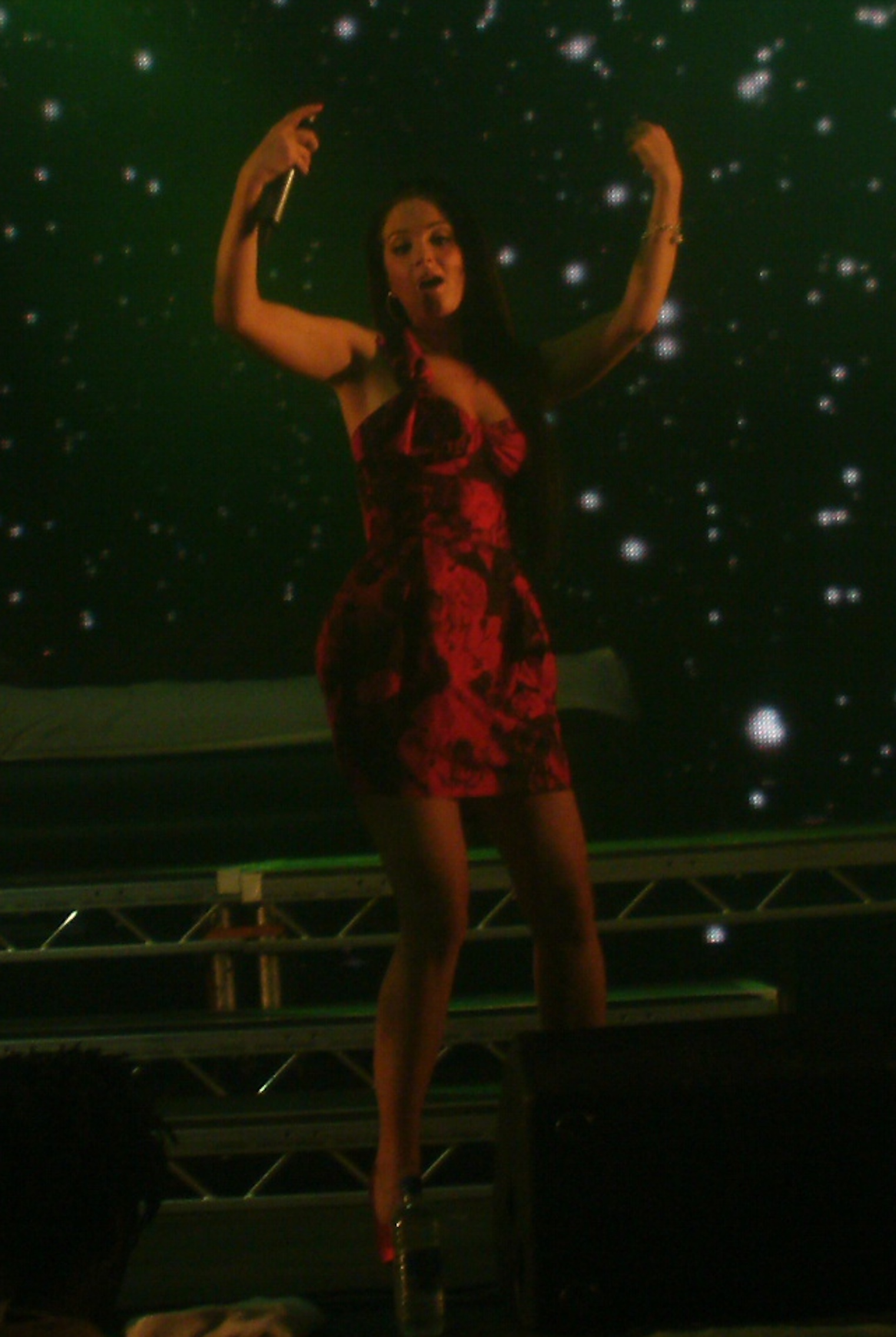
Tulisa em 2010.

Em 2010, a N-Dubz percorreu seu álbum, Against All Odds, começando em 31 de março e terminando em 20 de abril. Incluiu 17 espetáculos com os atos de apoio Skepta, Talay Riley e Ultra. Em 1 de abril de 2010, eles lançaram seu primeiro livro, N-Dubz - Contra todas as probabilidades: do Street Life para o Chart Life, que eles descreveram como "a resposta para os críticos, há muita má imprensa sobre N-Dubz no momento e isso vai colocar o registro sobre quem realmente somos e sobre o que estamos falando! ", dizendo que eles querem colocar" Tudo lá fora", e também adicionando" Vai surpreender você! ". O livro também dá acesso a um site secreto da N-Dubz.
O grupo filmou um documentário em 6 partes, Being ... N-Dubz, que estreou em 21 de junho de 2010 no 4Music, e foi renovado para uma segunda série em 2011. Depois de muita especulação, foi confirmado que o selo norte-americano Def Jam assinou o grupo. O primeiro lançamento foi o álbum Love.Live.Life, o terceiro álbum de estúdio de N-Dubz. Foi lançado no Reino Unido em 29 de novembro de 2010. O grupo começou a gravar o álbum após o sucesso de Against All Odds. "We Dance On" foi lançado em 20 de maio de 2010, como o single principal do álbum. Chegou ao 5º lugar no UK Singles Chart. A música também foi incluída na trilha sonora do filme Streetdance 3D. "Best Behavior" foi lançado em 17 de outubro de 2010 como o segundo single do álbum. Chegou a 10 no Reino Unido e na Escócia e tornou-se um dos 40 melhores na Irlanda. A música também aparece no álbum do Skepta Doin 'It Again. Seu videoclipe estreou no Channel AKA e no Clubland TV em 8 de setembro e foi carregado no YouTube pela AATW Records no mesmo dia. "Girls" foi lançado como o terceiro single do álbum em 12 de dezembro de 2010. Ele atingiu o pico de 19 no UK Singles Chart. Uma quarta faixa do álbum, "So Alive" foi lançado como single em 6 de fevereiro de 2011. Cinco singles foram lançados da Love.Live.Life. O quinto e último single do álbum foi "Morning Star". Vida. Live tornou-se o terceiro álbum de vendas de platina da N-Dubz. Em agosto de 2011, surgiu que a N-Dubz havia se separado da gravadora Def Jam, afirmando que eles "nunca iriam cooperar com eles quando decidissem mudar o que somos". Com Tulisa assumindo o papel de juiz na oitava série do The X Factor e Dappy lançando seu single solo "No Regrets", o show de N-Dubz em 18 de setembro de 2011 foi descrito como "seu último show em um futuro previsível".

### 2009–2012: Sucesso noThe X FactoreThe Female Boss
Em 2007 e 2009, Tulisa desempenhou o papel de Laurissa (uma viciada em cocaína que está no grupo de R & B The Fam) na série de TV Dubplate Drama. Ela também interpretou Shaniqua na comédia britânica Straight-to-DVD, Big Fat Gypsy Gangster, e fez sua estréia na tela grande em Demons Never Die, de Arjun Rose.
Em 2010, Tulisa estava em um programa da BBC chamado Tulisa: My Mum And Me descrevendo sua vida antes de N-Dubz cuidar de sua mãe.

Em 30 de maio de 2011, Tulisa foi confirmada para substituir Cheryl Cole como jurada pela oitava série do The X Factor, ao lado do apresentador original Louis Walsh, e os novos juízes Gary Barlow substituindo Simon Cowell e Kelly Rowland substituindo Dannii Minogue. Em 23 de junho de 2011, com o novo painel de juízes sendo avistado juntos pela primeira vez. Tulisa orientou a categoria Grupos e orientou 2 Sapatos, Nu Vibe, The Risk e Little Mix durante os shows ao vivo. Depois que três de quatro de seus atos foram eliminados nas primeiras cinco semanas da competição, Constostavlos ficou com Little Mix. O grupo então se tornou a girl band mais bem-sucedida da história do The X Factor, evitando o confronto final toda semana e ganhando o show no processo, fazendo deles o primeiro grupo a fazer isso nos oito anos de história da série. Tulisa retornou para a nona série em 2012, ao lado de Louis Walsh, Barlow e Nicole Scherzinger, que substituíram Rowland e terminaram como jurados vencedores com James Arthur. Tulisa foi mentora das "Girls", uma categoria formada por mulheres concorrentes entre 16 e 28 anos, entre as quais Jade Ellis, Lucy Spraggan e Ella Henderson.

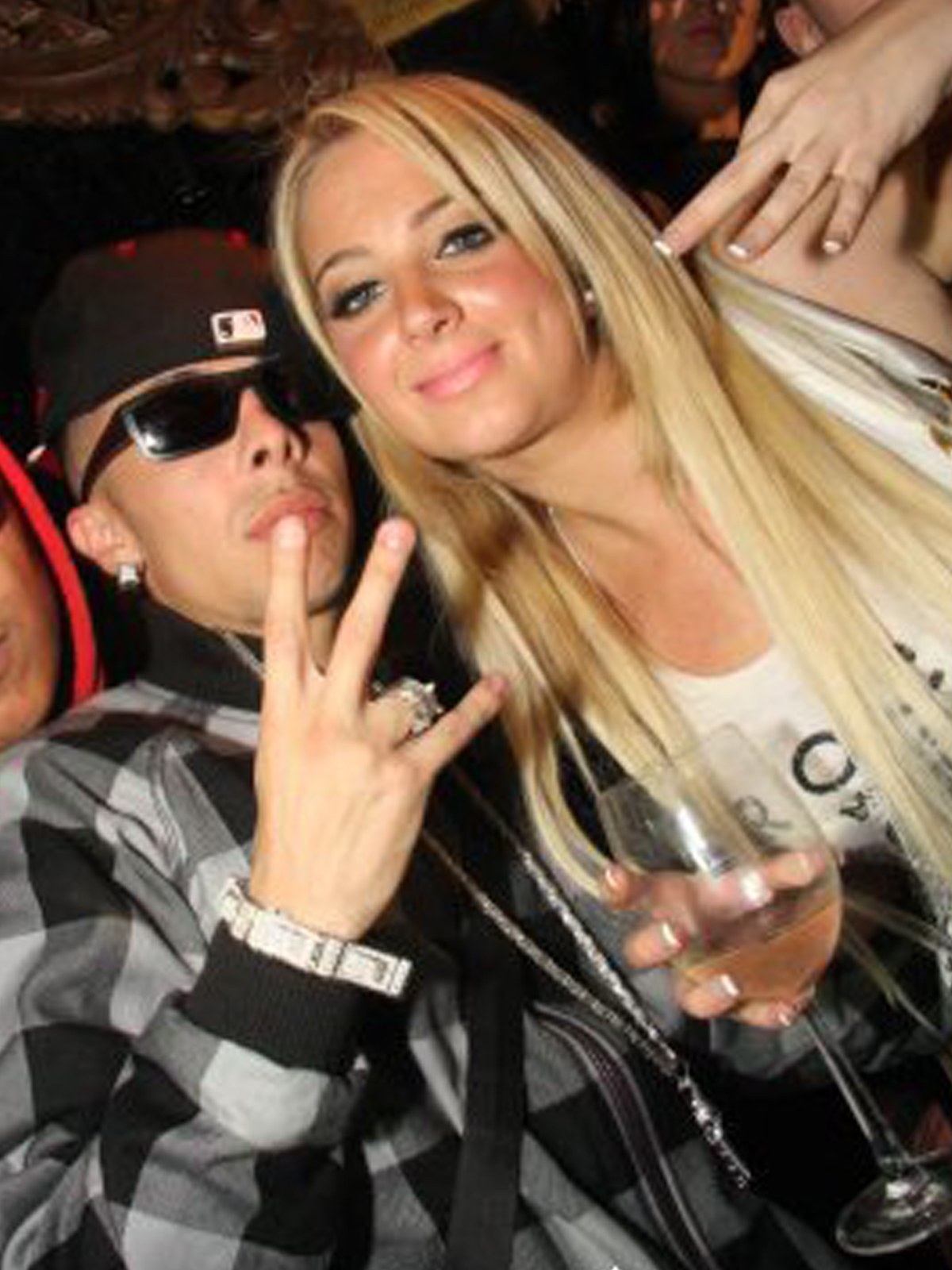
Tulisa Contostavlos no Tup Tup Palace em 2012.

Tulisa deixou a bancada de jurado do The X Factor em 2012, em seu lugar entrou Sharon Osbourne para a décima edição. Em 2012, Tulisa confirmou que tinha começado a trabalhar em um álbum solo que seria lançado em 17 de setembro de 2012. Em 19 de abril de 2012, Tulisa disse à Capital FM "Você vai ter uma faixa para cada humor. Eu quero que seja como uma jornada, para que você tenha tudo, desde uma festa à noite, a grandes baladas, se você rompeu com um namorado com mais música urbana do Reino Unido." 
O primeiro single a ser lançado do álbum foi "Young". O vídeo promocional de "Young" foi filmado em 2 de março em Miami. Em 29 de abril de 2012, "Young" foi lançado como parte de um remix EP, que ficou em quinto lugar no Irish Singles Chart e número 1 no Reino Unido. 9 de setembro de 2012 viu o lançamento do segundo single solo de Tulisa, "Live It Up", que conta com os vocais convidados do rapper norte-americano Tyga. A canção estreou no número 11 no Reino Unido Lançado em novembro de 2012, o single de Britney Spears e will.i.am "Scream & Shout" foram originalmente escritos para Tulisa, que também co-escreveu a música com Jean Baptiste e a gravou com o título "I Don't Give a F*ck". A faixa foi planejada para o álbum de estreia de Tulisa, The Female Boss (2012). No entanto, o produtor da faixa, Lazy Jay, não queria que Tulisa a tivesse e a deu a will.i.am, que reescreveu a música com Spears em mente.
A música se tornou um grande sucesso com o número 1 no Reino Unido e o número 3 nos EUA. O terceiro single solo de Tulisa, "Sight of You", foi lançado no dia 2 de dezembro com críticas negativas e ficou abaixo do esperado no número 18. Seu álbum de estreia The Female Boss lançado no Reino Unido em 3 de dezembro de 2012 para críticas negativas, vendas colocaram o álbum no número 35. Em 24 de janeiro de 2013, Tulisa insinuou que a campanha do álbum havia terminado e que nenhum outro single seria lançado, a fim de permitir que ela seguisse uma carreira de atriz. Em 21 de maio de 2013, Tulisa confirmou sua saída do The X Factor e foi substituída pela juíza original Sharon Osbourne.

### 2013–2015: Retorno para televisão
Em março de 2013, foi relatado que Tulisa havia começado a trabalhar em seu segundo álbum, afirmando: "Eu vou fazer alguns singles em breve, e quero levar meu som de volta ao básico". Em 1º de agosto de 2014, a cantora postou uma foto de si mesma em um estúdio de gravação em sua conta oficial no Twitter. Algumas semanas depois, ela enviou outra foto do estúdio de música para seu Instagram oficial com a legenda: "De volta aos negócios".
Em julho de 2014, seu documentário Tulisa: O Preço da Fama estreou na BBC Three para um sucesso moderado, atraindo 615 000 espectadores (3,8% do público dentro de seu horário). No dia 9 de agosto de 2014, foi confirmado que o cantor voltaria ao The X Factor pela sua décima primeira série como juiz convidado de Louis Walsh durante a etapa das casas dos juízes nas Bermudas. Em outubro de 2014, Tulisa anunciou seu novo single "Living Without You". Seu lançamento foi inicialmente planejado para 7 de dezembro de 2014, no entanto, foi posteriormente adiado para 4 de janeiro de 2015. O single atingiu o número 44 na UK Singles Chart. Em 13 de dezembro de 2014, Tulisa retornou ao The X Factor como juíza convidada para a primeira noite da final da série 11, ao lado de Louis Walsh, Simon Cowell e Cheryl, devido a Mel B estar doente. Em 2 de setembro de 2016, ela lançou o single "Sweet Like Chocolate", que contou com Akelle. Ela também confirmou que assinou com um agente na tentativa de iniciar uma carreira como atriz de cinema.

### 2019–presente: Reunião com N-Dubz
Em abril de 2019, Tulisa lançou seu primeiro single em três anos, "Daddy", depois de assinar com a Xploded Records, fundada pelos co-fundadores do All Around the World. Outro single, "Sippin'" foi lançado dois meses depois. No mesmo ano, Tulisa se apresentou em vários shows, incluindo Manchester Pride.Em maio de 2022, foi anunciado que Tulisa se reuniria com seus companheiros de banda N-Dubz com novas músicas e uma turnê. A turnê 'Back To The Future' esgotou em três minutos.

## Vida pessoal
A partir de 2008 e com duração de cerca de 8 meses, Contostavlos namorou do DJ e cantor Justin Edwards, também conhecido como MC Ultra, a quem também ajudou no desenvolvimento de sua carreira musical.
Em 2010, Contostavlos estava em um programa da BBC chamado Tulisa: My Mum And Me descrevendo sua vida antes de N-Dubz e sobre cuidar de sua mãe. Ela estava em um relacionamento com seu colega de banda desde maio de 2010, mas o relacionamento terminou após uma discussão em férias no início de fevereiro de 2012. Em 2012, Tulisa teve uma breve relação com o ator Jack O'Connell de Skins; 
Em 2013 iniciou um breve relacionamento com o escritor e compositor irlandês Sean Anderson. O relacionamento durou até junho de 2014.

## Controvérsias

### Sex tape
Em março de 2012, uma fita sexual de Contostavlos e seu ex-amante Justin Edwards surgiu na internet. Contostavlos recebeu uma liminar (Contostavlos v Mendahun) que bloqueia legalmente a distribuição da fita. A injunção proíbe qualquer pessoa de usar, publicar, comunicar ou divulgar a totalidade ou parte do filme para qualquer outra pessoa.
Simon Cowell afirmou que o escândalo não afetaria seu trabalho no The X Factor. Posteriormente, ela gravou uma resposta de vídeo no qual ela esclareceu o relacionamento em sua conta do YouTube "TulisaSays" e afirmou que ela estava com o coração partido e devastada pelo lançamento de Justin Edwards no vídeo.
Em julho de 2012, ela resolveu uma ação legal contra Edwards, que pediu desculpas pela liberação da fita. Seu advogado ainda está em ação contra o ex-gerente da Edwards, Chris Herbert, que teve seu trabalho como consultor no The X Factor suspenso.

### Drogas
4 de junho de 2013, Contostavlos foi presa pela polícia sob suspeita de fornecer medicamentos de classe A e resgatado em uma data em julho de 2013 e foi revelado que duas propriedades residenciais foram pesquisadas como parte da investigação. Ela foi formalmente acusada no dia 9 de dezembro com suspeita de fornecer medicamentos de classe A e apareceu no Westminster Magistrates Court em 19 de dezembro, onde negou a acusação de preocupação com o fornecimento de 13,9 gramas de cocaína. Foi concedida uma fiança incondicional e depois apareceu no Southwark Crown Court em 9 de janeiro. Sua data de julgamento foi então marcada para 14 de julho de 2014.

## Filmografia
| Ano          | Título                    | Papel     | Notas                                                              |
| ------------ | ------------------------- | --------- | ------------------------------------------------------------------ |
| 2007–09      | Dubplate Drama            | Laurissa  | Temporadas 2–3                                                     |
| 2010         | Tulisa: My Mum & Me       | Ela mesma | Apresentadora                                                      |
| 2010–11      | Being... N-Dubz           | Ela mesma | Documentário                                                       |
| 2011         | Before They Were Dubz     | Ela mesma | Documentário                                                       |
| 2011         | Big Fat Gypsy Gangster    | Shaniqua  |                                                                    |
| 2011         | Demons Never Die          | Amber     |                                                                    |
| 2011–12      | The X Factor (UK)         | Ela mesma | Jurada                                                             |
| 2014         | The X Factor (UK)         | Ela mesma | Jurada convidada por Louis Walsh na Casa dos Juízes.               |
| 2014         | The X Factor (UK)         | Ela mesma | Jurada convidada no lugar de Mel B enquanto a mesma estava doente. |
| 2011–12 2014 | The Xtra Factor           | Ela mesma | The X Factor spin-off                                              |
| 2014         | Tulisa: The Price of Fame | Herself   | Ela mesma                                                          |
| 2016         | Hoff The Record           | Ela mesma | Cameo                                                              |

## Discografia

### N-Dubz
- Uncle B (2008)
- Against All Odds (2009)
- Love.Live.Life (2010)

## Álbum solo
| Título          | Detalhes do Álbum                                                                             |
| --------------- | --------------------------------------------------------------------------------------------- |
| The Female Boss | - Lançamento: 26 de Novembro de 2012 - Gravadora: AATW/Island - Formato: CD, Download Digital |

### Singles
| Single                        | Ano  | Posição | Posição | Posição | Posição | Álbum           |
| Single                        | Ano  | UK      | BEL     | IRE     | SCO     | Álbum           |
| ----------------------------- | ---- | ------- | ------- | ------- | ------- | --------------- |
| "Young"                       | 2012 | 1       | 53      | 5       | 1       | The Female Boss |
| "Live It Up" (featuring Tyga) | 2012 | 11      | —       | 41      | 14      | The Female Boss |
| "Sight Of You"                | 2012 | 21      | 10      | 12      | —       | The Female Boss |